# Fletcher (chanteuse)
Pour les articles homonymes, voir Fletcher.
Cari Elise Fletcher, connue sous son nom de famille (stylisé FLETCHER), est une chanteuse et compositrice américaine née le 19 mars 1994 à Asbury Park (New Jersey).
Son titre Undrunk, sorti en janvier 2019, est devenu son premier single à figurer sur le Billboard Hot 100, et à atteindre la première place sur le Viral Chart de Spotify aux États-Unis. Undrunk est sorti sur son deuxième EP You Ruined New York City for Me, et selon Mediabase, la chanson était la chanson la plus rapide à la radio pop pour un nouvel artiste depuis 2014.
Son premier single en tant qu'artiste solo, War Paint, est sorti en juin 2015. Son single de 2016, Wasted Youth, a atteint la première place du palmarès des artistes émergents de Billboard. Fletcher figurait sur la liste 2022 des 30 moins de 30 ans de Forbes. Elle a sorti son premier album Girl of My Dreams en 2022.

## Biographie

### Jeunesse et formation
Fletcher est née à Asbury Park, New Jersey, de Bob et Noreen (née Napolitani) Fletcher; son père possédait plusieurs concessions automobiles et sa mère était hôtesse de l'air. Elle a commencé à prendre des cours de chant à l'âge de cinq ans.
En 2012, Fletcher est diplômée de Wall High School dans le canton voisin de Wall, New Jersey, où elle a joué au volleyball féminin. Après avoir obtenu son diplôme d'études secondaires, elle a fréquenté le Clive Davis Institute of Recorded Music de l'Université de New York (NYU). Elle a pris une année de césure et a déménagé à Nashville, Tennessee, pour poursuivre la musique à plein temps, mais a terminé NYU en 2016. Elle est actuellement basée à Los Angeles.

### Carrière
En 2011, Fletcher a participé à la première saison de The X Factor. Dans le camp d'entraînement, Simon Cowell a jumelé Fletcher avec Hayley Orrantia, Paige Elizabeth Ogle et Dani Knights pour former le groupe Lakoda Rayne sous le tutorat de Paula Abdul. Ils se sont dissous après avoir été éliminés de la compétition,.
En 2015, Fletcher s'installe à Nashville (Tennessee) et entame une collaboration avec le producteur Jamie Kenney, au cours de laquelle sort le single War Paint. La chanson est devenue virale sur Spotify après sa sortie. En 2016, Spotify a ajouté Fletcher à sa liste Spotify Spotlight, l'aidant à devenir une artiste indépendante. Elle a été invitée à parler au nom de l'entreprise à la Fortune Tech Conference en 2019 comme une réussite. En septembre 2016, elle sort son premier EP Finding Fletcher de manière indépendante.
En août 2018, Fletcher a annoncé qu'elle avait signé avec le label Capitol Records, basé à Los Angeles. Elle a sorti son single Undrunk le 25 janvier 2019 et a ensuite fait ses débuts à la télévision dans l'émission The Tonight Show Starring Jimmy Fallon. Elle s'est également produite au Bonnaroo Music Festival, Life Is Beautiful Music &amp; Art Festival, Lollapalooza cette année-là.
En avril 2019, elle a sorti le single If You're Gonna Lie, commercialisé comme une préquelle de Undrunk et About You, un autre single sur la même ex. En août 2019, Fletcher a sorti son deuxième EP You Ruined New York City for Me, avec toutes les chansons sorties précédemment ainsi que deux nouvelles, All Love et Strangers. En octobre 2019, Fletcher a été annoncé en première partie de la tournée Nice to Meet Ya de Niall Horan, qui devait commencer en 2020 avant d'être annulée en raison de la pandémie de COVID-19.
En septembre 2020, Fletcher a sorti son EP, The S(ex) Tapes, qui partage les conséquences brutes d'une rupture. Plus tard, elle a sorti le single Cherry avec Hayley Kiyoko, qu'elle a qualifié de "suspicieux, coquet, mais amusant".
Le 16 septembre 2022, Fletcher sort son premier album Girl of My Dreams, qui débute à la quinzième place du Billboard 200 américain.
En janvier 2024, Fletcher annonce que son deuxième album intitulé, In Search of the Antidote, est prévu pour le 22 mars 2024.

### Vie privée
Fletcher a publié I Believe You pour soutenir les survivantes d'agressions sexuelles en mars 2018, écrivant une lettre inspirée de #MeToo à Billboard. Elle a soutenu le mouvement avec des apparitions à It's On Us et au United State of Women Summit. Elle a également participé à Girl Up et au Teen Vogue Summit pour soutenir les efforts d'autonomisation des femmes. Elle a aussi donné les bénéfices de sa chanson I Believe You à l'association Time’s Up Legal Defense Fund.
Fletcher est membre de la communauté LGBTQ+ et soutient activement des organisations telles que GLAAD, The Trevor Project et It Gets Better. En mars 2017, elle a déclaré à Billboard : « Je m'identifie définitivement à la communauté LGBTQ, mais en ce qui concerne le fait de mettre une étiquette sur comme gay, hétéro, bisexuel, lesbienne, queer … tout est dans la famille et le spectre, et la sexualité et le genre sont pas en noir et blanc. C'est un spectre sur lequel nous tombons tous quelque part dans le monde. C'est comme ça que je me sens à l'aise pour m'exprimer - aimer qui j'ai envie d'aimer et qui m'attire ». En décembre 2021, Fletcher a déclaré qu'elle s'identifiait comme queer et être "attirée par une forte énergie féminine qui se trouve très probablement être des femmes".
De 2017 à 2020, Fletcher est sorti avec la YouTubeuse Shannon Beveridge (en). En 2017, Beveridge a joué dans le clip de son single Wasted Youth. Le troisième EP de Fletcher, The S(ex) Tapes, sorti en 2020, a été inspiré par les conséquences de leur rupture. Beveridge a filmé et réalisé tous les vidéoclips de l'EP, y compris Sex (With My Ex). En juillet 2022, Fletcher a sorti le single Becky's So Hot sur la petite amie, à cette époque, de Shannon.

## Influences
En grandissant, Fletcher a été inspirée par des chanteurs et chanteuses comme Céline Dion, Mariah Carey et Whitney Houston. Elle a cité Bob Marley, et les autres artistes du New Jersey Bruce Springsteen, Bon Jovi, et Patti Smith comme influences. Fletcher a également exprimé son admiration pour Madonna, Lady Gaga et Troye Sivan.

## Discographie

### Albums
- 2022 : Girl of My Dreams
- 2024 : In Search of the Antidote

## Filmographie

### Télévision
- 2011 : The X Factor : candidate[36]
- 2022 : The L Word: Generation Q : elle-même (saison 3, épisode 7 : Petites boîtes)[37]
- 2022 : Miley's New Year's Eve Party : elle-même[38]

## Tournées

### Tête d'affiche
- Finding Fletcher Tour (2017)
- You Ruined New York City For Me Tour (2019)
- Fletcher 2020 Tour (2020), reporté en raison de COVID-19[39]
- Girl of My Dreams Tour (2022)

### Première partie
- LANY - Malibu Nights World Tour (2019)
- Panic! at the Disco – Viva Las Vengeance Tour Europe (2023)